# قاعة كيزقية
قاعة كيزقية هو المصطلح المعماري المشتق من (الكلمة اللاتينية cyzicenus التي تُشير لاسم مدينة كيزق) أطلقها فيتروفيوس على القاعة الكبيرة التي استخدمها اليونانيون والتي كانت تواجه الشمال، مع إطلالة على الحدائق؛ كانت نوافذ هذه القاعة مفتوحة على الأرض، بحيث يمكن رؤية الخضرة عند الاستلقاء على الأرائك. قاعة الكيزقية تشبه قاعة التركنليوم [الإنجليزية] الرومانية، على الرغم من أنها أكبر بكثير.